# NGC 6700
NGC 6700 (również PGC 62376 lub UGC 11351) – galaktyka spiralna z poprzeczką (SBc), znajdująca się w gwiazdozbiorze Lutni. Odkrył ją Édouard Jean-Marie Stephan 17 sierpnia 1873 roku.
W galaktyce tej zaobserwowano supernową SN 2002cw.